# لوییس لوری
لوییس لوری (به انگلیسی: Lois Lowry) با نام اصلی لوییس آن همرسبرگ (به انگلیسی: Lois Ann Hammersberg) (زاده ۱۹۳۷) بانوی نویسندهٔ آمریکایی است که تا به حال دو بار مدال نیوبری را به خود اختصاص داده است.
او بیش از سیزده کتاب برای خوانندگان جوان نوشته است که همگی مورد استقبال واقع شده‌اند.
از معروفترین آثار او می‌توان به بخشنده (۱۹۹۳)، خیابان پاییزی (۱۹۸۰) و شمارش ستارگان (۱۹۸۹) اشاره کرد.